# ボンドーネ
ボンドーネ（イタリア語: Bondone）は、イタリア共和国トレンティーノ＝アルト・アディジェ州トレント自治県にある基礎自治体（コムーネ）。

## 地理

### 位置・広がり
トレント自治県南西部に位置するコムーネ。ティオーネ・ディ・トレントから南南西へ28km、県都トレントから南西へ53kmの距離にある。

#### 隣接コムーネ
隣接するコムーネは以下の通り。括弧内のBSはブレシア県所属を示す。
- バゴリーノ (BS)
- イドロ (BS)
- レードロ (ティアルノ・ディ・ソプラ)
- マガーザ (BS)
- ストーロ
- ヴァルヴェスティーノ (BS)

## 行政

### Comunita di valle
トレント自治県が設置した広域行政組織 Comunita di valle 「ジュディカリエ」 (it:Comunita delle Giudicarie)  （事務所所在地: ティオーネ・ディ・トレント）に属する。